# 1085
سنة 1085 كانت سنة بسيطة تبدأ يوم الأربعاء (الرابط يظهر نموذج التقويم الكامل للسنة) من التقويم اليولياني.

## أحداث
- 25 مايو - ألفونسو السادس ملك قشتالة يدخل مدينة طليطلة المسلمة ويدعو الفرسان الفرنسيين إلى الاستيطان في هضبة إسبانيا الوسطى.

## مواليد
- أحمد سنجر
- إلكيا الهراسي

## وفيات
- روبرت جيسكارد
- محمد بن علي الدامغاني - قاضي القضاة في بغداد وهو عالِم ومحدث وفقيه من دامغان.